# Elektrownia wodna w Rościnie
Elektrownia wodna w Rościnie – pierwsza na świecie podwodna elektrownia wodna. Znajdowała się w woj. zachodniopomorskim, w gminie Białogard w miejscowości Rościno.
Zbudowana w latach 1935–1936 na rzece Parsęcie funkcjonowała do 2013 r. Jest to elektrownia przepływowa, w której woda nie jest piętrzona przed stopniem. Oznacza to, że ilość wody dochodzącej do elektrowni i stopnia jest równa ilości wody przechodzącej przez elektrownię i stopień. Zapora, wykonana z betonu, ma szerokość 22 m i wysokość około 4 m. W jej wnętrzu znajdują się pomieszczenia elektrowni. Turbiny Kaplana umieszczone poniżej poziomu dna rzeki napędzają dwa generatory o mocy 120 kW każdy. Po wojnie nieczynna, uruchomiona ponownie w 1975 roku. Remont generatora wykonała Politechnika Gdańska. Zapora stanowi istotną przeszkodę wodną na Parsęcie, utrudniającą migracje ryb łososiowych do miejsc tarliskowych. Istniejąca przepławka ma wadliwą konstrukcję. Właścicielem elektrowni jest Koszalińskie Elektrownie Wodne Sp. z o.o.
W latach 2013–2014 obiekt przeszedł modernizację. Zakres robót budowlanych obejmował prace niemal jak przy budowie nowej elektrowni. W wyniku modernizacji oryginalny obiekt przestał istnieć.
Kilka kilometrów w dół rzeki znajduje się bliźniaczy, niedokończony obiekt. Znajduje się w lesie, niedaleko obwodnicy Karlina (współrzędne geograficzne: 54°01′30,0″N 15°52′14,0″E/54,025000 15,870556).